# Elgin Marbles

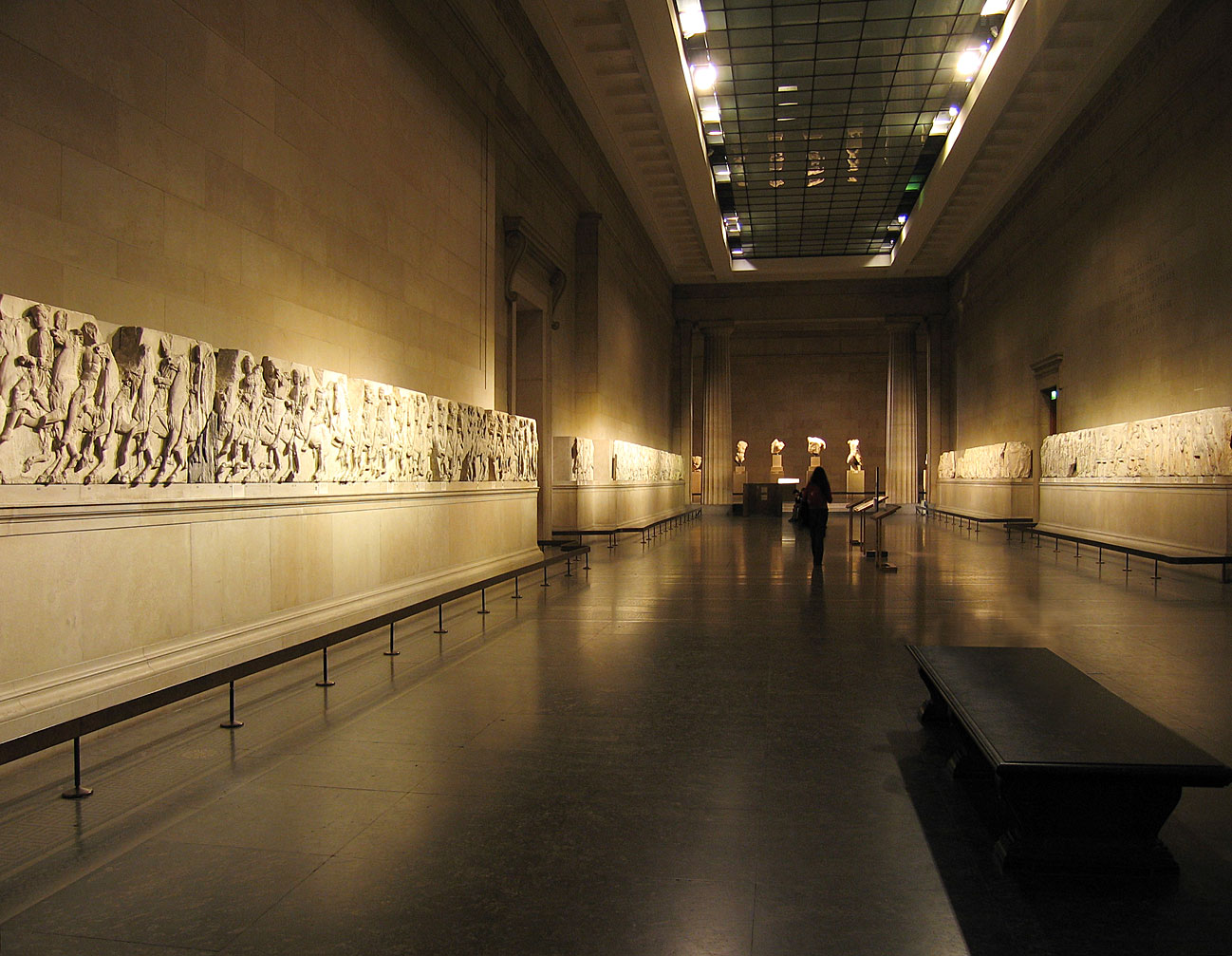
Blick in den Saal der Elgin Marbles (Parthenon-Marmore) im British Museum

Als Elgin Marbles (wörtlich „Elgin-Marmore“) beziehungsweise Parthenon-Marmore (neugriechisch Γλυπτά του Παρθενώνα) werden jene Marmorskulpturen und -fragmente bezeichnet, die Lord Elgin von Bauten der Akropolis von Athen entnehmen ließ und später an das British Museum in London verkaufte. Sie umfassen Teile des Frieses, einige Metopen sowie Stücke vom Ost- und Westgiebel des Parthenon, außerdem eine der Mädchenfiguren aus der Korenhalle des Erechtheion. Seit dem 19. Jahrhundert gibt es einen Disput über die Rückgabe der Stücke, die insbesondere der griechische Staat – unterstützt durch internationale Anstrengungen der Fachwelt sowie der UNESCO – fordert.

## Geschichte

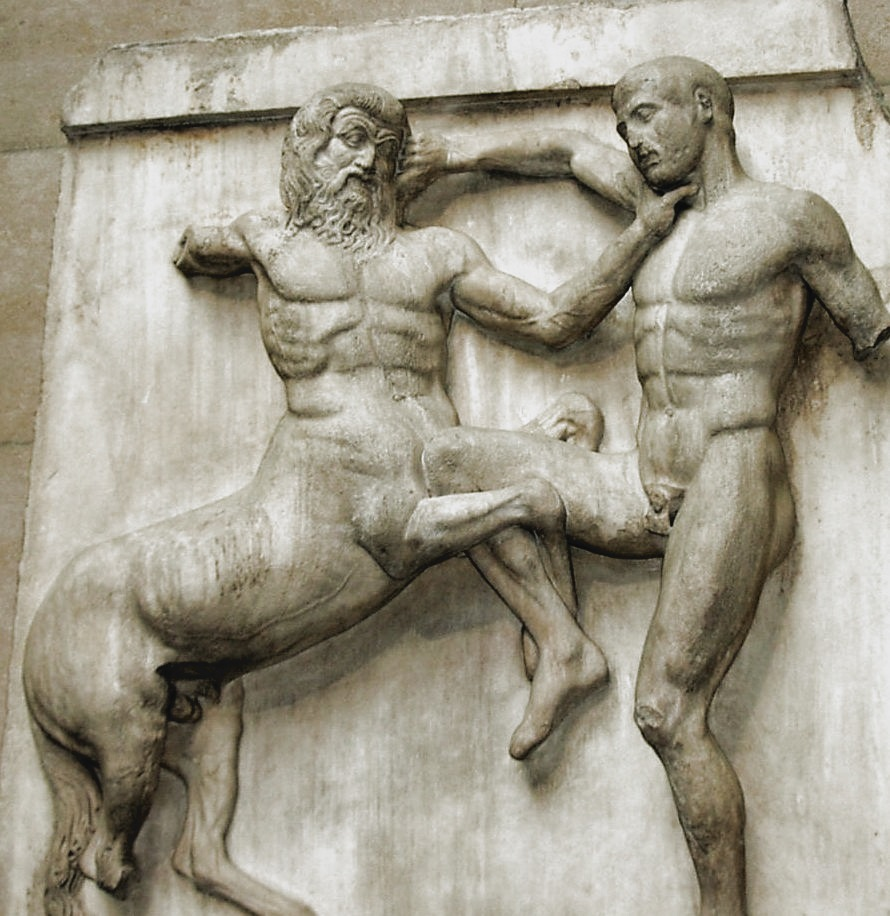
Metope, einen Kentauren im Kampf mit einem Lapithen darstellend

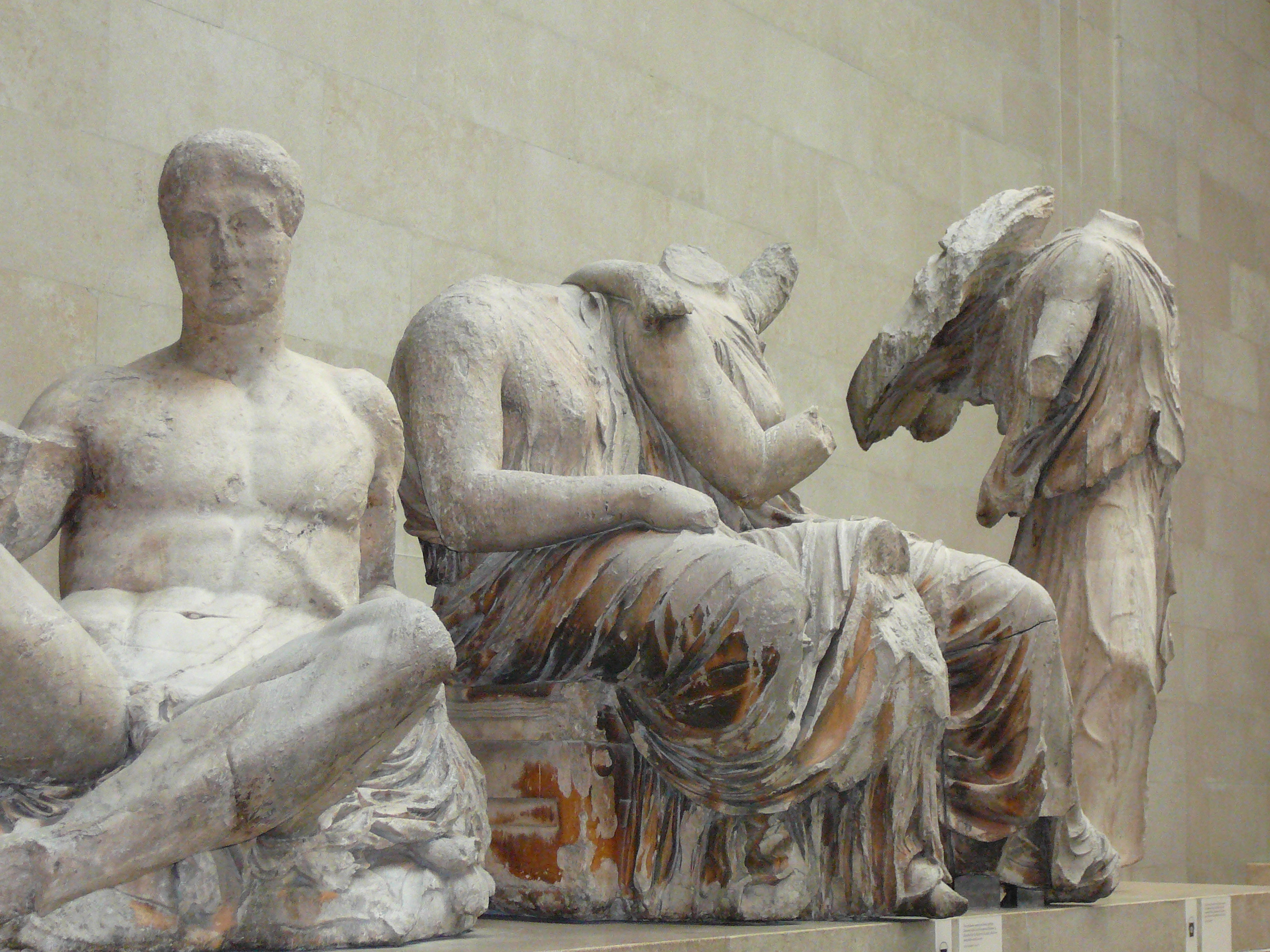
Statuengruppe vom östlichen Pediment

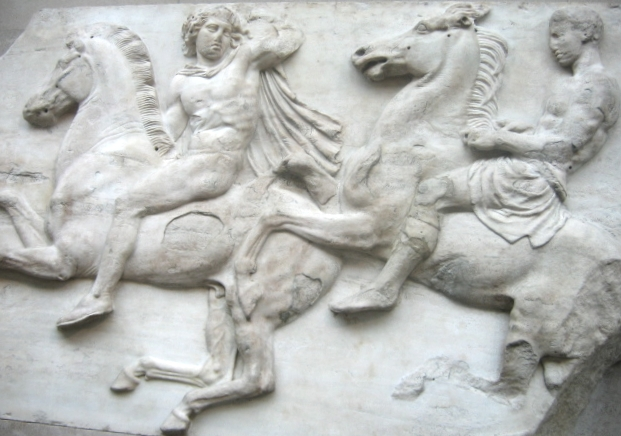
Fries von der Westseite, Nr. II, 2

Lord Elgin, damals Botschafter im Osmanischen Reich, besorgte sich von Abdullah Kaimacan eine Erlaubnis mit dem Inhalt “to remove some stones”. In einem Ferman, einer offiziellen schriftlichen Anweisung, befahl der Sultan den Behörden in Athen:

„[…] dafür zu sorgen, dass sie (gemeint sind Elgins Leute) […] keine Hindernisse antreffen mögen beim Zutritt, bei der Untersuchung und beim Studium der Bilder und Gebäude, die sie aufzeichnen wollen. Auch dürfen sie Gerüste aufstellen und ihre Instrumente benützen. Des Weiteren dürfen sie mit ihren Leitern von allen Dingen Abdrücke mit Mörtel machen. Sie dürfen die Fragmente und alle Ruinen vermessen. Sie dürfen Grabungen an den Fundamenten vornehmen, um auf beschriftete Steinblöcke zu stoßen. Und wenn sie einige Steinblöcke mit Inschriften oder Figuren darauf mitnehmen wollen, ist dem nicht zu widersprechen.“

Anschließend ließ er die Stücke aus den Bauten herausbrechen und brachte sie 1801 in Begleitung des badisch-russischen Malers Feodor Iwanowitsch Kalmück nach Großbritannien, wo er sie 1816 an das British Museum verkaufte. Angeblich habe Elgin ursprünglich nur Gipsabdrücke anfertigen lassen wollen.
Eine Reihe von Verschiffungen brachten die Schätze in den Jahren 1802–1812 nach England, wobei nur ein Unglück passierte: HMS Mentor, eine Yacht mit einem Kupferboden, sank 1804 in einem Sturm vor der griechischen Insel Kythira. Glücklicherweise konnte die ganze Ladung geborgen werden. Elgin verließ die Botschaft 1803 und kam erst 1806 wieder auf englischem Boden an. Die nachfolgenden 10 Jahre blieb die Sammlung in seinem Besitz.
Im Jahr 1810 veröffentlichte Elgin eine Verteidigung seiner Aktionen, welche die meisten seiner Kritiker zum Schweigen brachte. Die letzte Sendung der Elgin Marbles erreichte London im Jahre 1812, und im Jahre 1816 wurde Elgins gesamte Sammlung von der Britischen Krone für die Summe von £ 35.000 erworben, etwa der Hälfte von Elgins Kosten.
Elgins Vorgehensweise löste bereits zu Beginn des 19. Jahrhunderts eine große Welle der Empörung aus; man sprach von Diebstahl. August Kuhn schrieb 1823 über die Kuriosität, dass „Elgin durch den Raub griechischer Kunstwerke seinem Namen eine Art von Unsterblichkeit gesichert hat“. Ähnlich berichtete 1825 auch Maximilian Löwenthal, der die Entnahme ebenfalls als Raub bezeichnete. 1840 schrieb Hermann von Pückler-Muskau über die Beschädigungen am Bauwerk durch Elgins Mitarbeiter und sprach von einer „Schändung des Parthenon“, er stellte auch die Frage der Rückgabe.
Seit 1939 werden die Elgin Marbles im British Museum in einem eigenen, von dem Kunsthändler Joseph Duveen gestifteten Raum präsentiert; sie gehören zu den berühmtesten Exponaten des Museums. Während des Zweiten Weltkriegs wurden die Elgin Marbles in der U-Bahn-Station Aldwych gelagert, um sie vor Luftangriffen zu schützen.

## Ausleihe aus dem British Museum
Das Britische Museum verlieh die Figur eines Flussgottes, der vermutlich den Fluss Ilissos darstellt, im Jahr 2014 an die Eremitage in Sankt Petersburg, die ihren 250-jährigen Geburtstag feierte. Die Skulptur wurde dort vom 6. Dezember 2014 bis Sonntag, 18. Januar 2015 ausgestellt. Das war das erste Mal, dass eine Skulptur der Parthenon-Figuren ausgeliehen wurde, es sorgte auch für eine erhebliche Kontroverse.

## Frage der Restitution
Die Fragen um die Restitution der Elgin Marbles gehören zu den ältesten Debatten um Restitution. Erste Diskussionen gehen auf das 19. Jahrhundert zurück. Anders als bei der Frage der Rückgabe anderer Objekte, wie beispielsweise der Büste der Nofretete an Ägypten, handelt es sich im konkreten Fall um herausgelöste Teile von Gesamtkunstwerken, die noch dazu möglicherweise auf dem Weg der Täuschung entwendet wurden.
In der griechischen und Teilen der britischen Öffentlichkeit besteht die Ansicht, dass die Fragmente an deren Schöpfungsort permanent zusammengeführt werden sollten. Über rechtliche Möglichkeiten verfügt der griechische Staat jedoch nicht, so dass nur Appelle an die Vernunft und persönliches Engagement bleiben. Allerdings vertreten internationale Juristen die Ansicht, dass sich das Völkerrecht im Wandel befindet und zunehmend die griechische Forderung nach Rückführung begünstigt.
Nachdem sich die damalige griechische Kulturministerin Melina Mercouri verstärkt mit der Fragestellung der Restitution an die Öffentlichkeit gewandt hatte, wurde von dem Byzantinisten Robert Browning und der Filmemacherin Eleni Cubitt im Jahr 1983 in London das British Committee for the Restitution of the Parthenon Marbles (BCRPM) gegründet, das inzwischen Teil der International Association for the Reunification of the Parthenon Sculptures ist. Reinhard Stupperich ist Vorsitzender der deutschen Sektion German Committee for the Return of the Parthenon Marbles.
Die Argumente von Seiten des British Museum variieren, ohne dass sich in der Fragestellung etwas ändert. Die Argumentation des British Museum, in Athen gebe es keinen geeigneten Platz, die Elgin Marbles auszustellen, wurden durch die Eröffnung des Neubaus des Akropolismuseums wesentlich entkräftet. In diesem wurde bewusst Platz für die fehlenden Teile des Skulpturenschmucks freigehalten, der aber inzwischen durch Gipsabgüsse gefüllt wurde.
Auch ohne Fortschritte gelangt die Thematik der Restitution immer wieder in die tagesaktuelle, kurzlebige Berichterstattung, beispielsweise:
Im Jahre 2006 rückte sie eine Aktion der Universität Heidelberg erneut in den Blickpunkt der Öffentlichkeit. Die Universität, namentlich die Antikensammlung der Universität Heidelberg, übergab im September 2006 ein kleines, 8 × 11 cm messendes Bruchstück eines menschlichen Fußes aus dem Parthenon im Rahmen einer Feierstunde in der historischen Aula der Universität an den damaligen griechischen Kulturminister Giorgios Voulgarakis. Das Bruchstück war vermutlich 1871 als Mitbringsel eines Reisenden in die Heidelberger Sammlung gekommen und wurde dort nie in der Dauerausstellung gezeigt. Die Universität erklärte dazu, dass es sich hierbei um eine Aktion handele, die der besonderen Bedeutung des Parthenon-Frieses Rechnung trage und nicht auf etwaige andere Forderungen Einfluss habe. Die Aktion hatte ein Echo weit über Deutschland und Griechenland hinaus. Im Juni 2022 beschloss das sizilianische Museo Archeologico Regionale Antonino Salinas (Archäologische Museum Salinas) Palermo die Rückgabe des in seinem Besitz befindlichen Fagan-Fragments an Athen. Der Reliefteil aus dem Ostfries des Parthenon ist seitdem im Akropolismuseum zu besichtigen. 2023 folgten die Vatikanischen Museen. Sie schenkten auf Anordnung von Papst Franziskus dem griechisch-orthodoxen Erzbischof von Athen Hieronymus weitere Fragmente des Parthenonfrieses, auch um die Verbundenheit beider Kirchen zu unterstreichen. Es handelt sich dabei um ein Knabengesicht, einen Mann mit Bart sowie Teile eines Pferdekopfes.
Während einer Pressekonferenz in London zum Film Monuments Men – Ungewöhnliche Helden sprach sich George Clooney 2014 für eine Rückgabe der Elgin Marbles aus. Von Londons seinerzeitigem Bürgermeister Boris Johnson wurde er daraufhin bezichtigt, eine „Agenda der Beutekunst wie einst Hitler“ zu verfolgen. Die Aussage kommentierte Clooney wiederum nur ironisch.
Die griechische Regierung hat sich bisher gegen den juristischen Weg entschieden, obwohl sich in Sachen gestohlene Kulturgüter das internationale Recht in den vergangenen Jahrzehnten entscheidend weiterentwickelt habe. Die Aussichten für Griechenland seien demnach so günstig wie nie. Gleichwohl gewann das Thema angesichts zunehmender Restitutionen afrikanischer Kunst im Jahr 2021 wieder an Bedeutung. Um der griechischen Forderung Nachdruck zu verleihen, wurden 2022 die Sonderbriefmarken Reunite Parthenon von der griechischen Post, dem Akropolismuseum und dem Kulturministerium in Umlauf gebracht. Auf ihr sind vier Fragmente des Parthenons sowie die Worte „Reunite Parthenon“ abgebildet.
Im November 2023 sagte der britische Premierminister Rishi Sunak ein geplantes Treffen mit dem griechischen Ministerpräsidenten Kyriakos Mitsotakis einen Tag vorher ab. In der Presse wurde dazu kommentiert, dass sich Sunak nicht mit Mitsotakis über die strittige Frage der Restitution der Elgin Marbles unterhalten wolle. Mitsotakis hatte vorher als Vergleich zu der Situation des geteilten Parthenon-Frieses ein geteiltes Gemälde der Mona Lisa angebracht, um seinen Standpunkt der Rückführung zu verbildlichen, ferner kommentierte er: „Wer glaubt, dass seine Positionen begründet sind, scheut sich niemals, sich an einer Debatte zu beteiligen.“

## Zustand und Erforschung

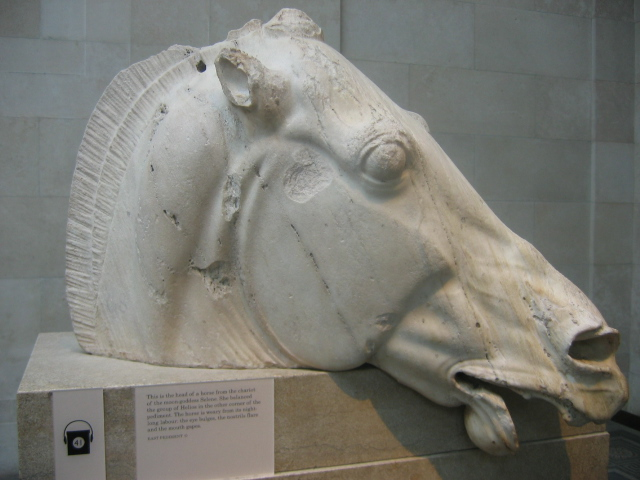
Der Pferdekopf, seit 1938 im polierten, marmorweißen Zustand

Die Bauwerksfragmente wurden 1937 bis 1938 auf Wunsch von Joseph Duveen mit Schabern, Meißel und Schleifmitteln „gereinigt“, damit sie ohne die Patina der Jahrhunderte erneut im Weiß des Marmors erscheinen. Dabei wurden bis zu 2,5 Millimeter der antiken Oberfläche abgetragen und ein Teil der Bearbeitungsspuren und Details gingen verloren, beispielsweise feine Strukturen am Pferdekopf vom Wagen der Selene.
2009 konnten mit Hilfe einer hochempfindlichen Methode auf manchen Skulpturen Spuren des Pigments Ägyptisch Blau nachgewiesen werden. Seit längerem vermuteten Forscher, dass der heute in reinweißem Marmor erstrahlende Parthenon ursprünglich zumindest teilweise bemalt war (so wie die meisten antiken Skulpturen und Bauwerke), was durch diesen Fund nun als gesichert angesehen werden kann.
Skulpturen und Fragmente aus dem Parthenon befinden sich darüber hinaus in folgenden Museen:
- Musée du Louvre, Paris
- Vatikanische Museen, Rom
- Dänisches Nationalmuseum, Kopenhagen
- Kunsthistorisches Museum, Wien
- Martin von Wagner Museum, Würzburg
- Glyptothek, München